# 楊金
楊金（1504年—？），字重南，號後峰，直隸太平府當塗縣人，軍籍，明朝政治人物。

## 生平
嘉靖七年（1528年）戊子科應天府鄉試第四十名舉人。嘉靖十七年（1538年）中式戊戌科會試第一百二十一名，登第二甲第三十二名進士。授刑部主事，官严州府知府。升福建副使，歷官有声，能诗工書，著有《後峰集》，翰墨为人所宝。

## 家族
曾祖楊裡三；祖父楊通，贈奉直大夫南京戶部員外郎；父楊諫，字信夫，號横山，弘治舉人，官青州府同知、南京戶部員外郎。母張氏（封宜人）。具庆下。兄杨銮。